# Юдина, Мария Вениаминовна
Мари́я Вениами́новна Ю́дина (28 августа [9 сентября] 1899, Невель, Витебская губерния — 19 ноября 1970, Москва) — советская пианистка.

## Биография
Родилась в городе Невеле Витебской губернии, в еврейской семье. Её отец — Вениамин Гаврилович Юдин, врач и судмедэксперт, Герой Труда. Мать — домохозяйка Раиса Яковлевна Юдина (урождённая Златина; 1868, Москва — 24 марта 1918, Невель).
С детства отличалась страстным, неукротимым темпераментом, а её интересы были чрезвычайно широки и никогда не ограничивались музыкой. Первые уроки игры на фортепиано получила в возрасте шести лет от ученицы Антона Рубинштейна Фриды Давыдовны Тейтельбаум-Левинсон.
В 1912 поступила в Петербургскую консерваторию, где училась в классах фортепиано Анны Есиповой, затем Феликса Блуменфельда, Анатолия Дроздова, Леонида Николаева, а также изучала широкий круг других дисциплин.
В мае 1919 года приняла крещение, стала «страстной почитательницей Франциска Ассизского и носила рясу из чёрного бархата». Юдина принадлежала к невельскому кружку Михаила Бахтина и Льва Пумпянского. Послужила прототипом Марьи Петровны Далматовой в повести Константина Вагинова «Козлиная песнь».
Окончив Консерваторию в 1921 году, была принята в штат консерватории и начала активную концертную деятельность, впервые выступив с оркестром Петроградской филармонии под управлением Эмиля Купера. В это время жила в доме 30 по Дворцовой набережной. Ирина Гогуа вспоминала, что Юдина постоянно давала концерты в пользу возглавляемого Екатериной Пешковой Политического Красного Креста. Первое сольное выступление Юдиной в Москве состоялось в 1929 году.

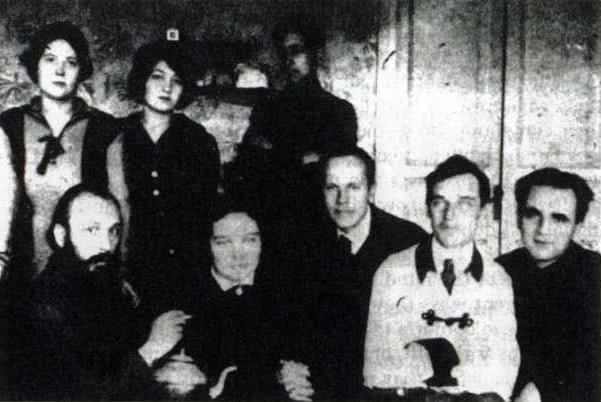
Мария Юдина (вторая слева на переднем плане) среди философов и литераторов круга Бахтина. Между 1924 и 1926 годами

В 1930 году Юдину уволили из Ленинградской консерватории после газетных публикаций в рамках борьбы с религиозными взглядами преподавателей (Кружок «Воскресение»).
Два года спустя ей удалось получить место профессора в консерватории Тбилиси, а с 1936 года (при содействии Генриха Нейгауза) — в Московской консерватории, где она работала до 1951 года. В 1944—1960 годах Юдина преподавала в Институте имени Гнесиных.
В 1960 году была уволена из Гнесинского института из-за своих православных убеждений и за симпатии к современной западной музыке (включая эмигрировавшего Игоря Стравинского). Она продолжала давать публичные концерты, но ей было отказано в записях. После того как в Ленинграде она прочла со сцены стихи Бориса Пастернака в ответ на вызов на бис, Юдиной было запрещено концертирование на срок в пять лет.
В 1965 году на выставке Василия Ватагина познакомилась с Александром Менем. В 1966 году прочла в Московской консерватории цикл лекций по романтизму.
Исповедовала православие, посещала храм святителя Николая в Кузнецах. Её духовным наставником был протоиерей Всеволод Шпиллер. Прожила всю жизнь в бедности и лишениях: ходила много лет в одном платье, часто недоедала. Была убеждена, что художник должен быть беден. Всегда помогала страждущим, вызволяла из ссылок репрессированных друзей. Последний концерт пианистки состоялся в 1969 году.
В конце жизни купила небольшую кооперативную квартиру и с 1963 года проживала в ЖСК «Дом учёных АН» на Ростовской набережной (Ростовская набережная, д. 3, кв. 153) в Москве.
Юдина относилась к числу любимых пианистов Иосифа Сталина. Несмотря на признание со стороны вождя, пианистка оставалась верна своим убеждениям. Тем не менее, по свидетельству её ученицы Марины Дроздовой, она «не была диссиденткой… ничего не провозглашала, не писала писем протеста, не звала на демонстрацию».
Умерла в Москве, похоронена на Введенском кладбище (18 уч.).

## Семья
Братья и сёстры:
- Флора Вениаминовна Юдина (по мужу — Цейтлина; 1891—1961), врач.
- Анна Вениаминовна Юдина (1896—1970), переводчица научной литературы[11].
- Лев Вениаминович Юдин (1892—1964), врач.
- Борис Вениаминович Юдин (1894—1986), кинодеятель, драматург и киносценарист[11].
- Единокровная сестра (от второго брака отца с Цецилией Яковлевной Калмансон)[12] — Вера Вениаминовна Юдина (по мужу Готфрид, 1926, Москва — 2004, Кливленд), геолог[11].

Двоюродные братья — дирижёр Гавриил Яковлевич Юдин и художник Лев Александрович Юдин.

## Исполнительское искусство и творческие связи
Мария Юдина была широко концертирующим исполнителем, выступавшим преимущественно с сольными концертами или в камерном ансамбле (особенно с Квартетом имени Бетховена и Квартетом имени Глазунова). В круг её интересов входила, прежде всего, новейшая русская и мировая музыка: Юдина была первым в СССР исполнителем ряда произведений А. Берга, П. Хиндемита, Э. Кшенека, Б. Бартока, А. Веберна, О. Мессиана и др.; многолетнее творческое содружество связывало её с C. С. Прокофьевым и Д. Д. Шостаковичем. Вместе с тем Юдина известна как одна из лучших исполнительниц музыки Шуберта, И. С. Баха, Бетховена, Брамса и Моцарта.

В фильме «Рихтер непокорённый» Святослав Рихтер вспоминает: 
«Weinen, Klagen» Листа она замечательно играла, большую сонату B-dur Шуберта — очень хорошо. Хотя всё шиворот-навыворот. Она играла Баха во время войны — прелюдию си-бемоль минор — быстро и фортиссимо. И когда Нейгауз потом пошёл её поздравлять в артистическую, он сказал:
— Ну, скажите, пожалуйста, почему вы это так играете? Вот так!
— А сейчас война!

Вот это типичная Юдина: «А сейчас война!» Но после её концертов у меня болела голова. Она… насилие какое-то было над публикой, страшное насилие. Большой талант была.
 Далее Рихтер вспоминает, что играл Рахманинова на похоронах М. Юдиной.
Мария Вениаминовна Юдина обладала и литературным даром. Она оставила обширную переписку (с И. Ф. Стравинским, П. Сувчинским, К. И. Чуковским, Б. Пастернаком, Карлхайнцем Штокхаузеном и др.), пространные воспоминания о Вл. Софроницком, М. Бахтине, П. Флоренском, Л. Карсавине, Ал. Ухтомском, А. М. Горьком, М. Цветаевой, Б. Пастернаке, К. Паустовском, А. Кочеткове, Н. Заболоцком и др. В памяти слушателей остались рассказы Юдиной о музыке и композиторах, которыми сопровождались её концерты 1960-х годов.
В начале 1930-х гг. Юдина была дружна с известным философом А. Ф. Лосевым. Иногда считается, что Юдина выведена в романе Лосева «Женщина-мыслитель» в образе Марии Валентиновны Радиной; именно это обстоятельство спровоцировало ссору между Юдиной и Лосевым, окончившуюся разрывом в 1934 году. Однако по мнению других исследователей, образ Радиной у Лосева не имеет сколько-нибудь существенного сходства с реальной Юдиной, а Лосев не преследовал цель оскорбить или высмеять Юдину.

## В кино

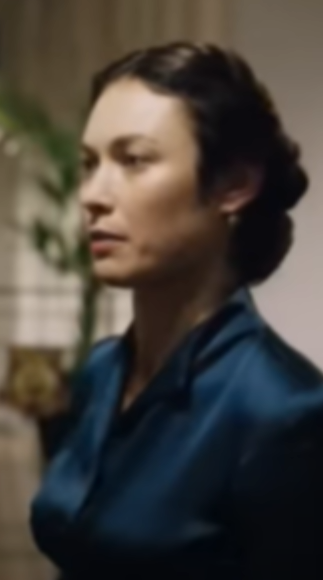
Ольга Куриленко в роли Юдиной в фильме «Смерть Сталина» (2017)

В кинофильме «Смерть Сталина» (2017) Мария Юдина (роль исполняет Ольга Куриленко) вкладывает в конверт с грампластинкой записку с пожеланием смерти Сталину. На Ближней даче тот читает записку, теряет сознание и через несколько дней умирает от кровоизлияния в мозг.
Юдина также упоминается в документальном фильме Шанталь Акерман «С востока» (1993).

## Публикации
- Лучи божественной любви: Литературное наследие. — М.: Университетская книга, 1999.
- Вы спасетесь через музыку: Литературное наследие. — М.: Классика-XXI, 2005.
- Высокий стойкий дух: Переписка 1918—1945 гг. — М.: РОССПЭН, 2006.
- Обреченная абстракции: символике и бесплотности музыки. Переписка 1946—1955 гг. — М.: РОССПЭН, 2008.
- Жизнь полна смысла: Переписка 1956—1959 гг. — М.: РОССПЭН, 2008.
- В искусстве радостно быть вместе: Переписка 1959—1961 гг. — М.: РОССПЭН, 2009.
- Дух дышит, где хочет: Переписка 1962—1963 гг. — М.: РОССПЭН, 2010.
- Нереальность зла: Переписка 1964—1966 гг. — М.: РОССПЭН, 2011.
- Пред лицом вечности: Переписка 1967—1970 гг. — М.; СПб.: Центр гуманитарных инициатив, 2013.
- «Я всегда ищу и нахожу Новое…» Неизвестная переписка Марии Юдиной. — М.; СПб.: Нестор-История, 2022. — 544 с. — ISBN 978-5-4469-2010-5

## Дискография
- «Марина Юдина. Юбилейное издание (10 CD)» (2019)[16].

## О музыканте
- Вспоминая Юдину / Авт.-сост. А. Кузнецов. — М.: Классика-XXI, 2008. — 310 с. — ISBN ISBN 978-5-89817-257-2.
- Дроздова М. А. Уроки Юдиной. — М.: Классика-XXI, 2006. — 220, [3] с. — ISBN 5-89817-143-6.
- Невельские сборники ().
- Нестеров Б. А. М. В. Юдина играет фортепианные произведения К. Шимановского // Исполнитель и музыкальное произведение: Сб. статей / Отв. ред. М. А. Овчинников. — М.: Московская государственная консерватория, 1989. — С. 106—117.
- Мария Вениаминовна Юдина: Статьи. Воспоминания. Материалы. — М.: Советский композитор, 1978. — 416 с.: ил.
- Пламенеющее сердце. Мария Вениаминовна Юдина в воспоминаниях современников / Ред.-сост. А. М. Кузнецов. — М.: Автокнига, 2009. — 704 с.
- Черников О. Л. Аве Мария, или Руки Мадонны // Персона. — 1998. — № 3; Новый век. — 2002. — № 1; Музыка и время. — 2002. — № 3.
- Черников О. Л. Рояль и голоса великих. — Ростов-на-Дону: Феникс, 2011. — 223 с. — ISBN 978-5-222-17864-5.
- Бурлака С. М. Духовный путь Марии Вениаминовны Юдиной // Альманах Свято-Филаретовского института. — 2017. — Вып. 22. — С. 85-107.
- Elizabeth Wilson. Playing with Fire: The Story of Maria Yudina, Pianist in Stalin's Russia (англ.). — New Haven: Yale University Press, 2022. — 352 p. — ISBN 978-0300253931.